# NGC 1300
NGC 1300 ist eine Balken-Spiralgalaxie vom Hubble-Typ SBbc im Sternbild Eridanus am Südsternhimmel. Das Zentrum der Galaxie weist eine interessante Spiralstruktur mit einem Durchmesser von ca. einem Kiloparsec auf. Sie ist schätzungsweise 67 Millionen Lichtjahre von der Milchstraße entfernt und hat einen Durchmesser von etwa 125.000 Lichtjahren. Gemeinsam mit NGC 1297, PGC 12680 und PGC 12701 bildet sie die NGC 1300-Gruppe. NGC 1300 ist Mitglied des Eridanus-Galaxienhaufens.
Das Objekt wurde am 11. Dezember 1835 von dem britischen Astronomen John Herschel entdeckt.

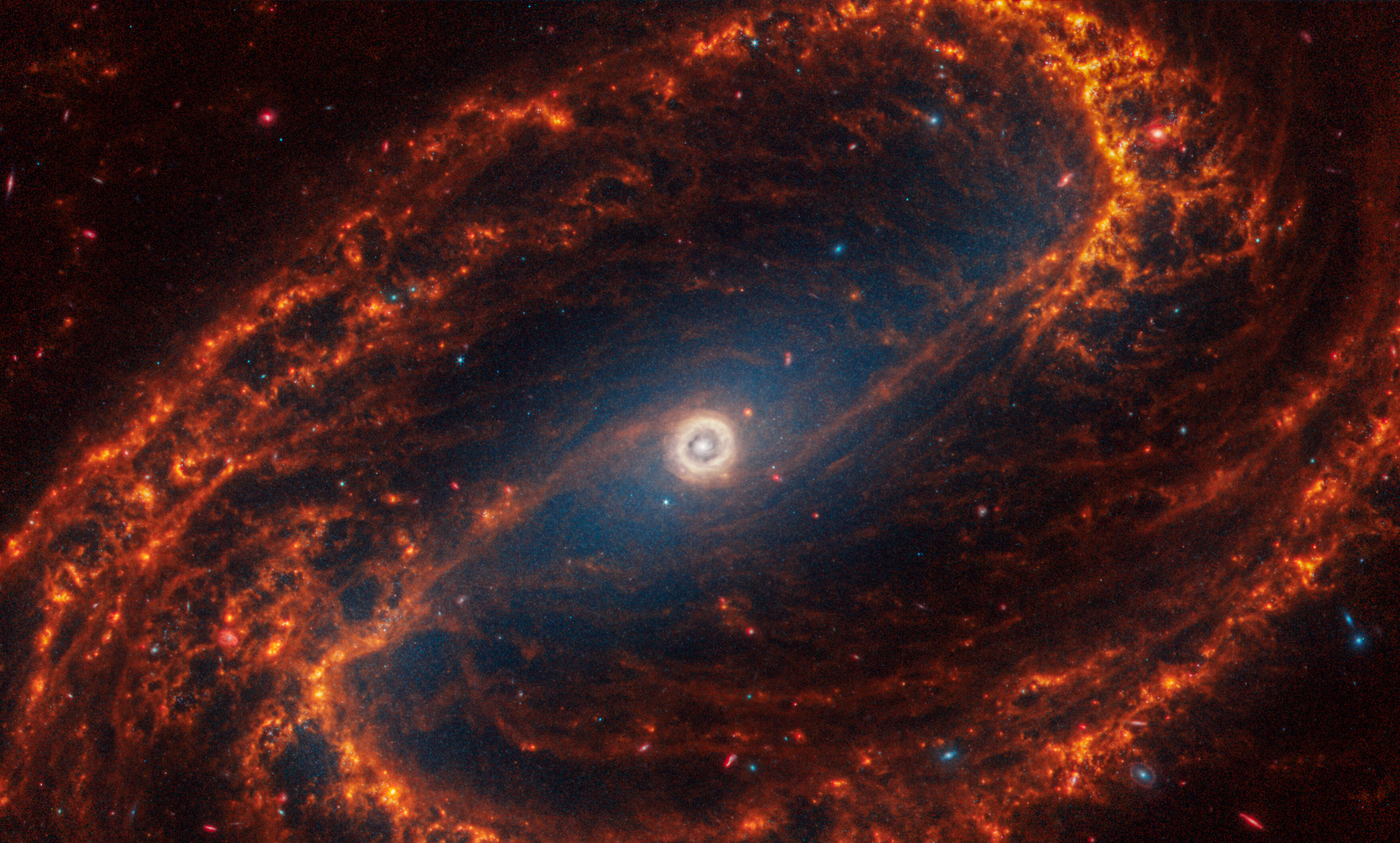
Infrarotaufnahmen mithilfe des James-Webb-Weltraumteleskops
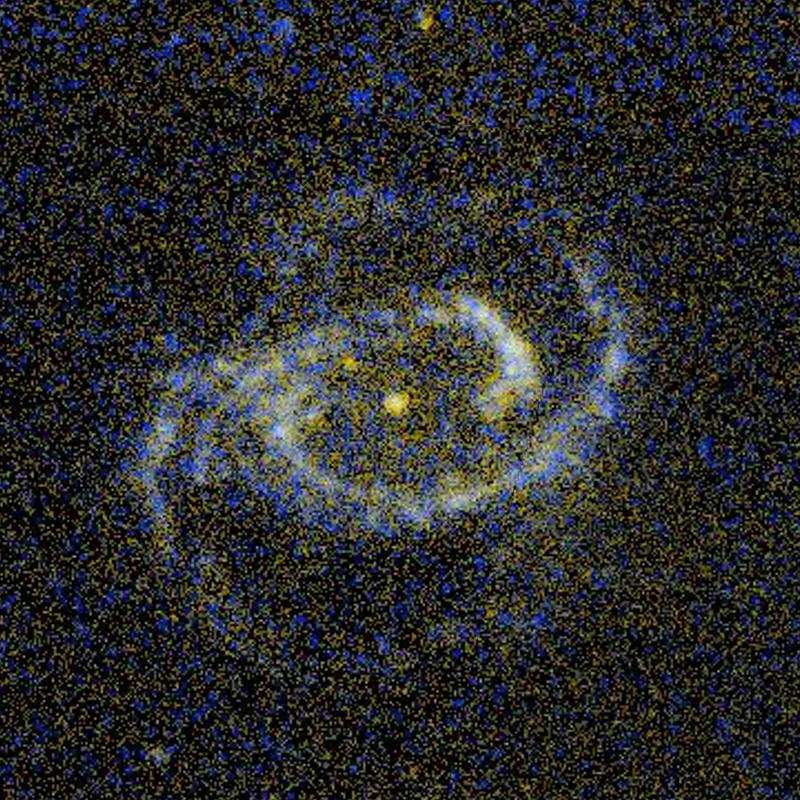
Ultraviolettaufnahme mittels GALEX: Bereiche mit überwiegend jungen Sternen erscheinen bläulich
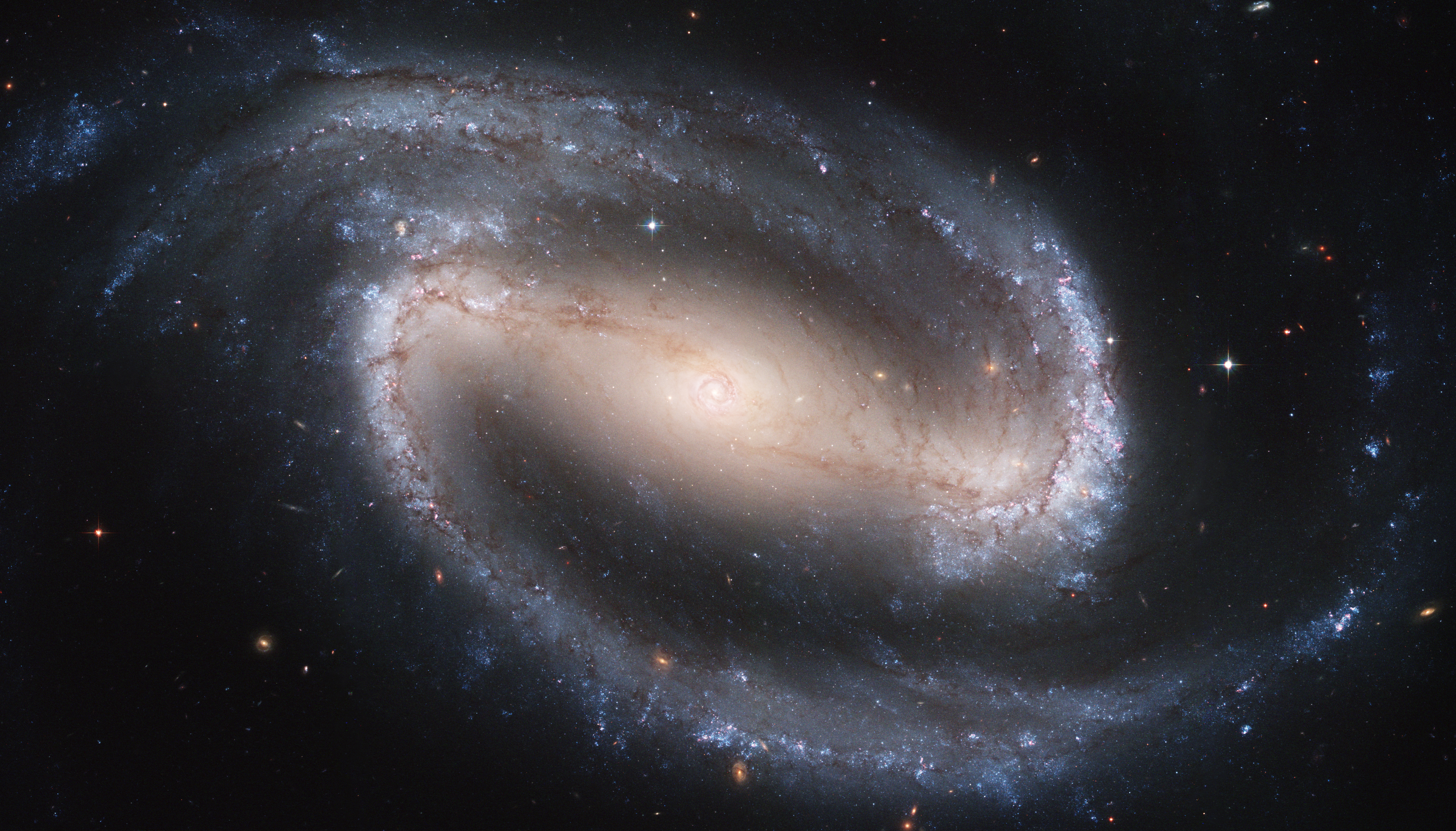
Der zentrale Bereich von NGC 1300 hochaufgelöst  aufgenommen mit der ACS-Kamera des Hubble-Weltraumteleskops
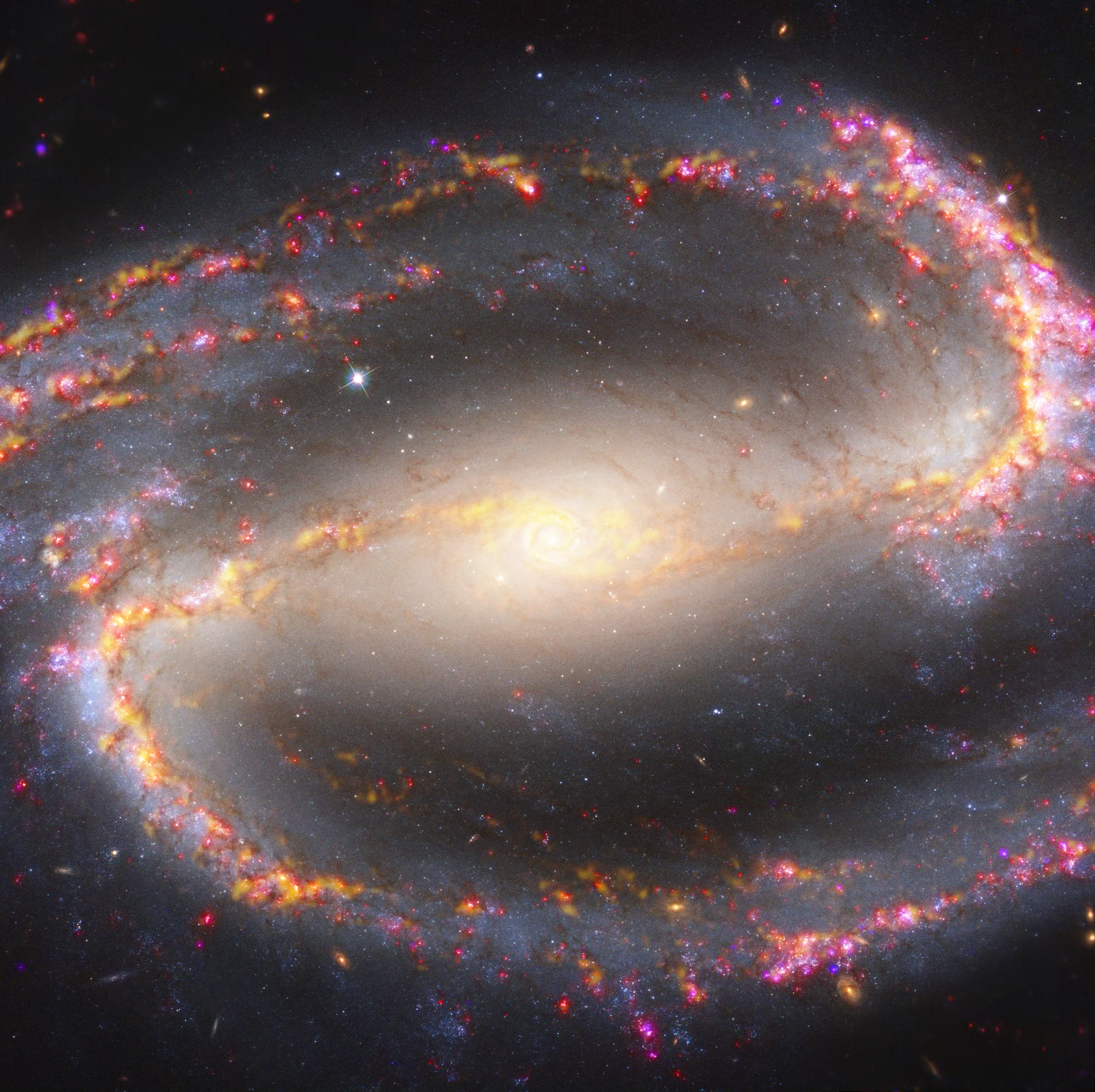
Falschfarbenaufnahme mithilfe des Hubble-Weltraumteleskops, des VLT und ALMA, Sternentstehungsgebiete treten orange und rot hervor
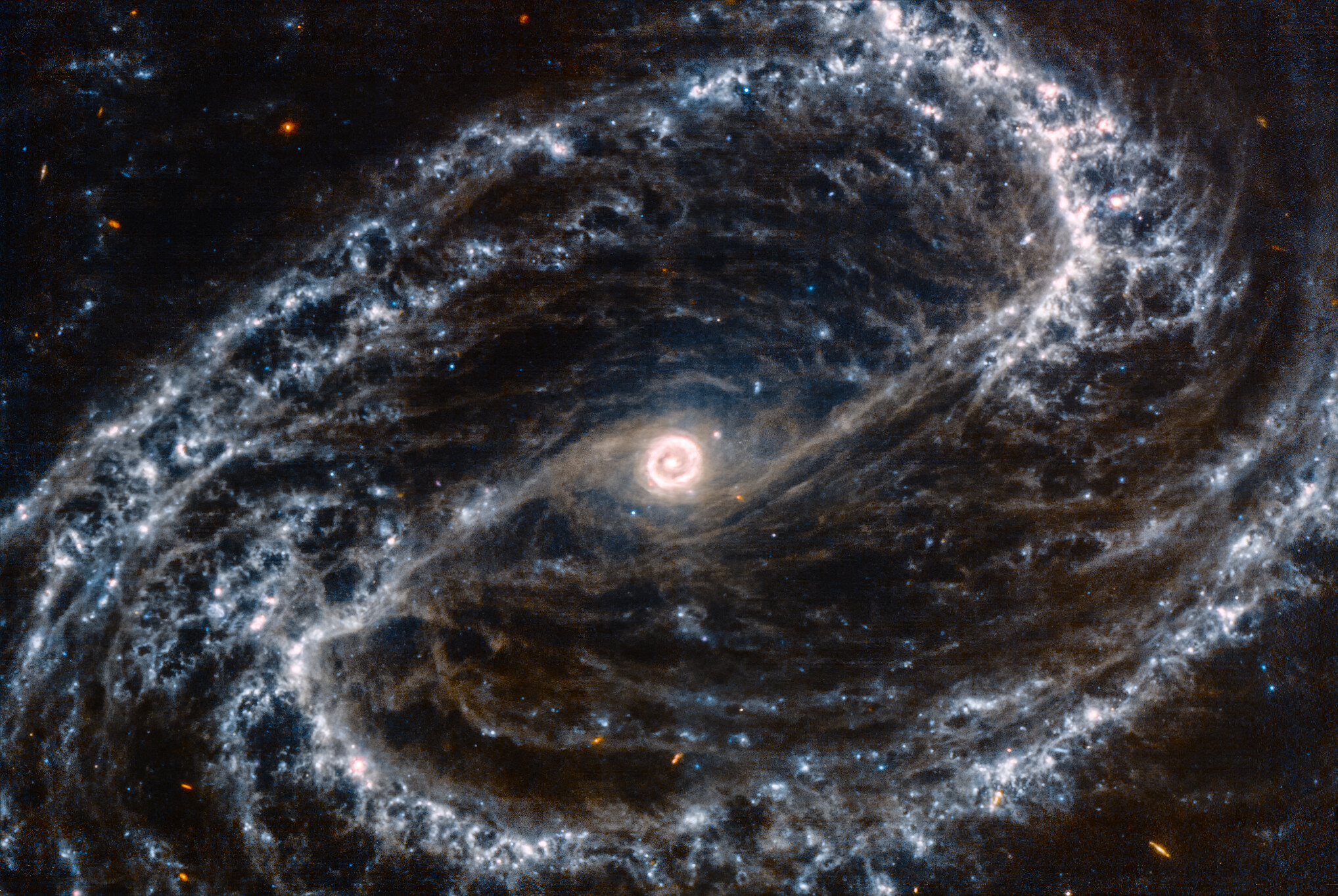
Infrarotaufnahme mithilfe James Webb-Weltraumteleskops, die Staubstrukturen der Galaxie zeigt.

## NGC 1300-Gruppe (LGG 90)
| Galaxie   | Alternativname | Entfernung/Mio. Lj |
| --------- | -------------- | ------------------ |
| NGC 1297  | PGC 12373      | 68                 |
| NGC 1300  | PGC 12412      | 67                 |
| PGC 12680 |                | 66                 |
| PGC 12701 | ESO 548-05     | 79                 |